# روز شغال (فیلم)
روز شغال (به انگلیسی: The Day of the Jackal) نام فیلمی تریلر به کارگردانی فرد زینه‌مان و محصول بریتانیا و فرانسه است.
در این فیلم ادوارد فاکس نقش یک آدمکش به اسم مستعار شغال را بازی می‌کند که اجیر می‌شود تا در تابستان سال ۱۹۶۲ رئیس‌جمهور فرانسه شارل دوگل را ترور کند.